# Synthesis (rivista)
Synthesis è una rivista scientifica bimestrale pubblicata dal 1969 dalla Thieme. Il suo scopo dichiarato è il "progresso della scienza della chimica sintetica".
Dall'agosto del 2006 alcuni articoli selezionati sono offerti gratuitamente.
Il fattore di impatto del giornale è 2.689 (2014).